# Gordan Maras
Gordan Maras (ur. 13 czerwca 1974 w Zagrzebiu) – chorwacki polityk, parlamentarzysta, od 2011 do 2016 minister przedsiębiorczości i rzemiosła.

## Życiorys
W 1999 ukończył studia ekonomiczne na Uniwersytecie w Zagrzebiu. W 1997 wstąpił do Socjaldemokratycznej Partii Chorwacji, od 1998 był wiceprzewodniczącym, a w latach 2000–2002 przewodniczącym organizacji młodzieżowej SDP. Pracował w centrum sportowym i w prywatnym przedsiębiorstwie, zaś od 2004 był etatowym działaczem swojego ugrupowania. W 2009 powołany na wiceprzewodniczącego stołecznych struktur socjaldemokratów. W wyborach w 2007 i 2011 z ramienia SDP uzyskiwał mandat posła do Zgromadzenia Chorwackiego.
W grudniu 2011 objął urząd ministra przedsiębiorczości i rzemiosła w rządzie Zorana Milanovicia. W 2015 ponownie został wybrany do chorwackiego parlamentu. W styczniu 2016 zakończył pełnienie funkcji rządowej. W przedterminowych wyborach w tym samym roku z powodzeniem ubiegał się o poselską reelekcję. W 2021 został wykluczony z partii.